# Via (electrònica)

Diferents tipus de vias:(1) Forat passant.(2) Via cega(3) Via enterrada. Les capes grises i verdes no són conductores, mentre que les primes capes taronges i les vies vermelles són conductores.

Una via (en llatí, camí) dins l'àmbit de l'electrònica, és una connexió elèctrica entre capes de coure en una placa de circuit imprès. Essencialment una via és un petit forat perforat que passa per dues o més capes adjacents; el forat està xapat amb coure que forma connexió elèctrica a través de l'aïllament que separa les capes de coure.
Les vies són importants per a la fabricació de PCB. Això es deu al fet que les vies es foren amb certes toleràncies i es poden fabricar fora de les seves ubicacions designades, de manera que s'ha de tenir en compte els errors en la posició del trepant abans de la fabricació o, en cas contrari, el rendiment de fabricació pot disminuir a causa de les plaques no conformes (segons alguns estàndard de referència IPC (electrònica)). A més, les vies de forats regulars es consideren estructures fràgils ja que són llargues i estretes; el fabricant ha d'assegurar-se que les vies estiguin xapades correctament per tot el barril i això al seu torn provoca diversos passos de processament.
La norma IPC 4761 defineix els següents tipus de via:
- Tipus I: via de forat passant.
- Tipus II: via cega que només surt per u costat de la PCB.
- Tipus III-a: via enterrada, segellat amb material no conductor per un costat.
- Tipus III-b: via enterrada, segellat amb material no conductor per ambdós costats.
- Tipus IV-a: via enterrada, segellat amb material no conductor i cobert amb màscara de soldadura humida a un costat.
- Tipus IV-b: via enterradat, segellat amb material no conductor i cobert amb màscara de soldadura humida a banda i banda
- Tipus V: via enterrada, farcit amb pasta no conductora.
- Tipus VI-a: fvia enterradat, cobert amb pel·lícula seca o màscara de soldadura humida per un costat.
- Tipus VI-b: via enterrada, cobert amb pel·lícula seca o màscara de soldadura humida per ambdós costats.
- Tipus VII: via enterrada, farcit amb pasta no conductora i sobreplacat per ambdós costats.  - Via normal de forat passant vista des d'un costat de la PCB
  - Vista del programari de disseny de PCBs
  - Vista d'una PCB acabada